# Gili Iyang
Gili Iyang är en ö i Indonesien.   Den ligger i provinsen Jawa Timur, i den västra delen av landet, 800 km öster om huvudstaden Jakarta. Arean är 9,7 kvadratkilometer.
Terrängen på Gili Iyang är mycket platt. Öns högsta punkt är 39 meter över havet. Den sträcker sig 4,7 kilometer i nord-sydlig riktning, och 2,9 kilometer i öst-västlig riktning.